# 8 janvier 1974
Le mardi 8 janvier 1974 est le 8e jour de l'année 1974.

## Naissances
- Bruno Seillier, scénariste, metteur en scène et directeur artistique français
- Fathi Missaoui, boxeur canadien
- Jürg Grünenfelder, skieur alpin suisse
- John Eriksson, musicien suédois
- Kristian Bergström, joueur de football suédois
- Laurent Peugeot, chef cuisinier français
- Massimiliano Mori, ancien cycliste italien
- Matt Bushell, acteur américain
- Michel Martone, personnalité politique italien
- Nicholas White, coureur cycliste sud-africain
- Olga Lugina, joueuse de tennis ukrainienne

## Décès
- Blanche Reverchon (née en 1879), psychanalyste française
- Charles-Édouard Ferland (né le 2 mars 1892), personnalité politique canadienne